# 2827 Vellamo
2827 Vellamo је астероид главног астероидног појаса чија средња удаљеност од Сунца износи 2,308 астрономских јединица (АЈ).
Апсолутна магнитуда астероида је 12,0.